# Jonathan Edwards (atleta)
Jonathan David Edwards CBE (Londres, 10 de maio de 1966) é um ex-atleta britânico, campeão europeu, mundial, olímpico e atual recordista mundial do salto triplo. É considerado um dos maiores triplistas da história do atletismo. 

## Carreira
Edwards começou a praticar o salto triplo na adolescência, na West Buckland School, em Devon. Filho de um vigário e de grandes convicções cristãs, se recusava a competir aos domingos no início da carreira por questões religiosas  mas após longas conversas com o pai decidiu mudar de ideia em 1993. A decisão o fez competir no Campeonato Mundial de Atletismo de 1993, em Stuttgart, onde as eliminatórias para a final eram num domingo, e ele conquistou uma medalha de bronze.
No começo de 1995, na Copa da Europa de Atletismo, ele deu o maior salto já registrado, 18,43 m, mas sem resultado legal por ter sido com o vento a favor de mais de 2m/s. Conseguiu outro salto de 18,03 m também sem validade pouco depois em Gateshead e finalmente saltou um novo recorde mundial oficial, sem auxílio do vento, de 17,98 m, em Salamanca, na Espanha, quebrando em 1 cm o antigo recorde do norte-americano Willie Banks. Entre este recorde e o início do Mundial, ele mais uma vez ajudado pelo vento a favor saltou 18,08 m em Sheffield. Até então, ninguém, nem ele, havia jamais saltado mais de 18 metros no salto triplo legalmente.
Favorito pelos resultados conseguidos até ali, Edwards chegou para o Campeonato Mundial de Atletismo de 1995, em Gotemburgo, na Suécia, sob pressão pessoal, pois para ele, se não vencesse, mesmo tendo quebrado o recorde mundial naquele ano, "a temporada seria um fracasso". Em seu primeiro salto, porém, ele conseguiu saltar 18,16 m, novamente recorde mundial e o primeiro homem a saltar acima de 18 metros legalmente no salto triplo. Este recorde durou menos de 20 minutos; no salto seguinte, ele estabeleceu novo recorde mundial, 18,29 m. Em 2023, 28 anos depois, esta marca continua sendo insuperável.
Em Atlanta 1996 ele era o favorito para a medalha de ouro olímpica, sendo o campeão e o recordista mundial, mas teve que se contentar com a prata, atrás do norte-americano Kenny Harrison, que, com um salto de 18,09 m, recorde olímpico, se tornou o segundo homem a saltar acima de 18 metros. O salto de Edwards, 17,88 m, foi o maior já registrado numa Olimpíada que não ganhou a medalha de ouro.
No ciclo olímpico seguinte, ele foi campeão europeu e ganhou mais duas medalhas em Mundiais, prata em Atenas 1997  e bronze em Sevilha 1999.
Em Sydney 2000, com um salto de 17,71 m, ele se tornou campeão olímpico, adicionando este titulo ao de campeão mundial e recordista mundial. No fim do ano, foi nomeado como Comandante da Ordem do Império Britânico (CBE) pela rainha Elizabeth II.
Em Edmonton 2001 se tornou bicampeão mundial e ainda ganharia mais uma medalha de ouro em um grande torneio internacional, os Jogos da Commonwealth de 2002, em Manchester, Inglaterra, sua primeira e única em três participações nestes Jogos, com um salto de 17,86 m, recorde da competição, antes de encerrar a carreira em 2003.

## Vida posterior
Após se retirar do atletismo, Edwards passou a trabalhar como comentarista e apresentador de programas esportivos para a BBC, para quem cobriu os Jogos Olímpicos de Inverno de 2014. Ele também atuou como apresentador das cerimônias de anúncios de novas sedes para os Jogos Olímpicos para o Comitê Olímpico Internacional em 2007 e 2009. Amante do ciclismo depois de deixar o atletismo, ele apresenta programas do esporte para a BBC desde 2012.